# Barnabas Kelet Henagan
Barnabas Kelet Henagan (* 7. Juni 1798 im Marlboro District, South Carolina; † 10. Januar 1855 in Charleston, South Carolina) war ein US-amerikanischer Politiker und im Jahr 1840 Gouverneur des Bundesstaates South Carolina.

## Frühe Jahre und politischer Aufstieg
Henagan besuchte sowohl die Paranassus Academy als auch die Brownsville Academy. Danach studierte er an der Universität Heidelberg in Deutschland Medizin. Er war sowohl als Arzt als auch als Pflanzer in South Carolina tätig. Im Jahr 1826 wurde er Leiter der Brownsville Academy. Henagan war Mitglied der Demokratischen Partei und wurde 1834 in den Senat von South Carolina gewählt. Dort verblieb er bis 1838. In diesem Jahr wurde er zum Vizegouverneur seines Staates gewählt. Als Gouverneur Patrick Noble am 7. April 1840 im Amt verstarb, musste Henagan entsprechend der Verfassung dessen Nachfolge antreten und die angebrochene Amtszeit beenden.

## Gouverneur von South Carolina
In den verbleibenden neun Monaten bis zum Dezember 1840 begann sich das Land langsam von der Wirtschaftskrise von 1837 zu erholen. Die Banken, die 1839 den Bargeldverkehr vorübergehend eingestellt hatten, hoben diese Entscheidung 1840 wieder auf. Damit begann der wirtschaftliche Aufschwung zur Überwindung der Krise. In dieser Zeit gelang es auch langsam, die Wunden der Nullifikationskrise von 1832 zu heilen. Die Konfliktparteien von South Carolinas näherten sich langsam wieder an und der innenpolitische Frieden wurde wiederhergestellt. Das änderte aber nichts daran, dass die grundsätzliche Frage nach den Rechten der Einzelstaaten gegenüber der Bundesregierung weiter offenblieb und in wenigen Jahren wieder für neuen Zündstoff im Zusammenhang mit der Frage der Sklaverei sorgen sollte.
Im Dezember 1840 endete Henagans Amtszeit; er blieb aber weiterhin politisch aktiv. Von 1844 bis 1846 vertrat er den Marion District im Senat von South Carolina. Zwischen 1846 und 1850 war er unter den Gouverneuren David Johnson und Whitemarsh Benjamin Seabrook Staatssekretär in deren Regierungen. Barnabas Henagan starb im Januar 1855.